# Konkurs Recytatorski im. Adama Mickiewicza „Kresy”
Konkurs Recytatorski im. Adama Mickiewicza „Kresy” – imprezą otwartą dla Polaków mieszkających poza granicami Polski. Organizator konkursu – Podlaski Oddział Stowarzyszenia „Wspólnota Polska” w Białymstoku.
Konkurs poza granicami państwa organizowany jest przy współudziale organizacji polskich i polonijnych. Na Białorusi takim partnerem jest Polska Macierz Szkolna (Grodno).
Przedsięwzięcie jest współfinansowane przez Stowarzyszenie „Wspólnota Polska” ze środków pochodzących z Kancelarii Senatu w ramach sprawowania opieki Senatu Rzeczypospolitej Polskiej nad Polonią i Polakami za granicą. „Kresy” są jedynym konkursem recytatorskim organizowanym dla polskich środowisk za granicą.

## Historia

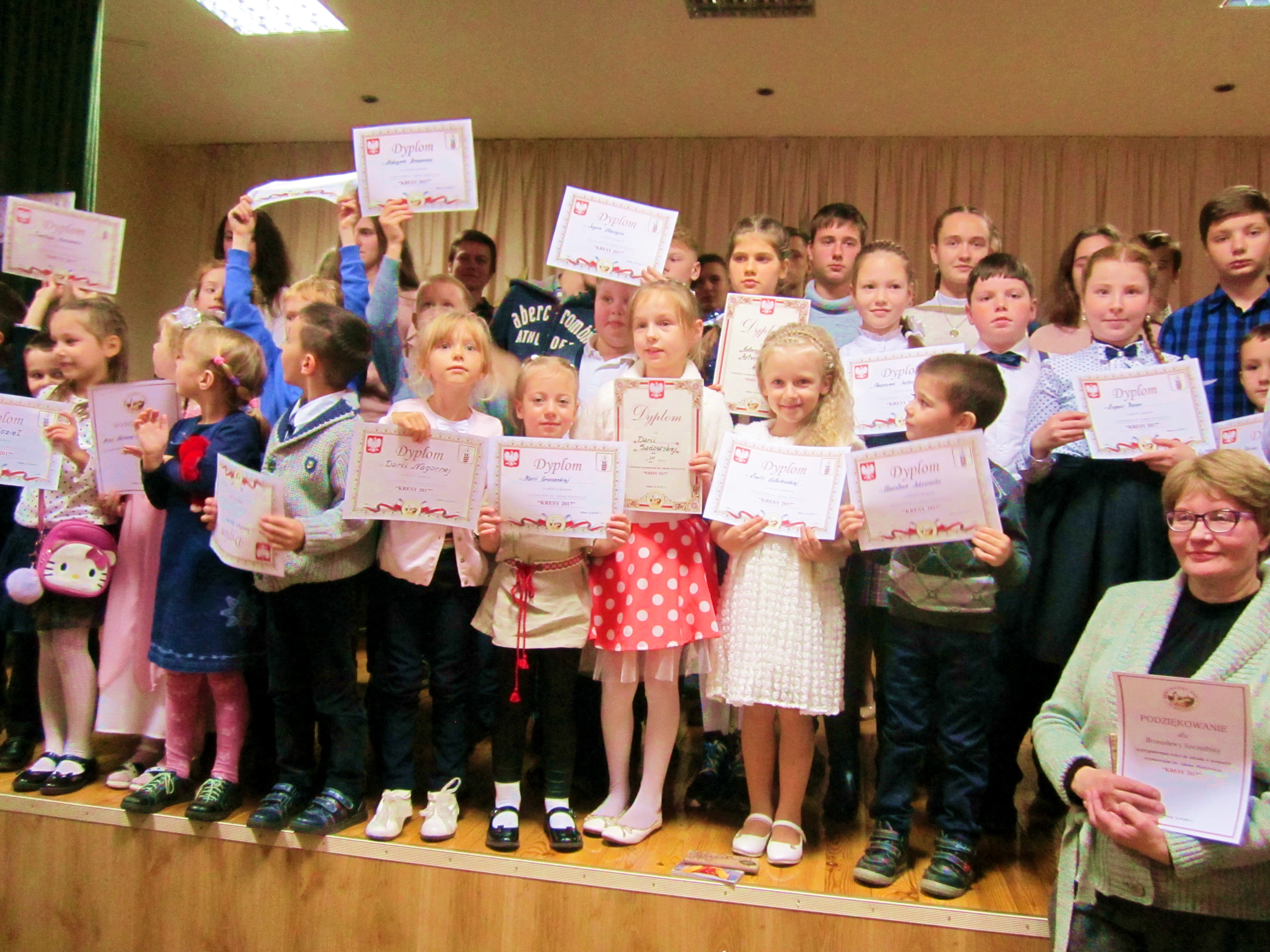
Uczestnicy ХХVI Konkursu Recytatorskiego im. Adama Mickiewicza z dyplomami (2017 rok, Mińsk)

Inicjatorami organizacji Konkursu Recytatorskiego im. Adama Mickiewicza „Kresy” stanęły zapaleńcy z Towarzystwa Kultury Teatralnej i Podlaski
Oddział Stowarzyszenia „Wspólnota Polska” w Białymstoku w 1991 r. Współtwórcami i uczestnikami konkursu byli recytatorzy polskich szkół
z Litwy, Ukrainy, Białorusi oraz Towarzystwa Przyjaźni Radziecko-Polskiej z Rosji. Na Ukrainę to zaczęło się od dwóch polskich szkół we Lwowie.
W 1998 r. konkurs został zorganizowany dla uczczenia 200. rocznicy urodzin Adama Mickiewicza.
Uczestnicy konkursu są recytatorzy polskich szkół z Litwy, Ukrainy, Białorusi oraz innych krajów. Według statystyki na 2017 rok w okresie 25. lat w konkursie uczestniczyło około 55 tysięcy recytatorów w trzech kategoriach wiekowych z 15 krajów.

## Kategorie wiekowe

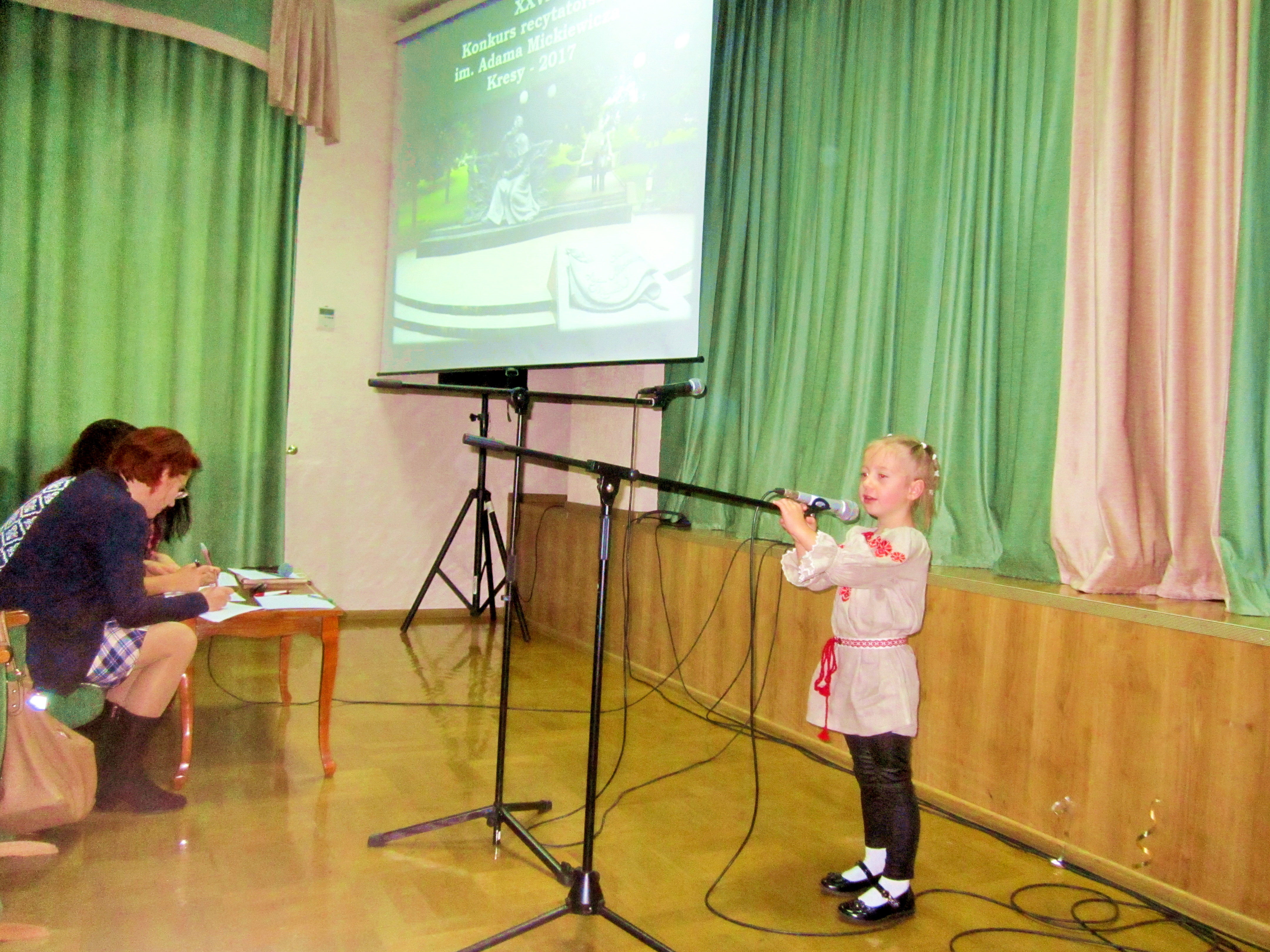
Deklamacja wierszy na konkursie (2017 rok, Mińsk). Występ najmłodszej uczestniczki

W konkursie biorą udział trzy kategorie wiekowe:

Kategoria I – dzieci do lat 12,

Kategoria II – dzieci i młodzież od 12 do 16 lat,

Kategoria III – młodzież od lat 16 i dorośli.

## Repertuar
Repertuar uczestników obejmuje 2 utwory pisarzy polskich w całości lub fragmentach (prozą lub wierszem). Uczestnicy III kategorii wiekowej obowiązkowo muszą mieć w repertuarze jeden utwór autorstwa Adama Mickiewicza.